# Film-documentaire.fr
Film-documentaire.fr est une  plateforme française de recherche et d'information du film documentaire. 

## Historique
La plateforme film-documentaire.fr est créée en 2007 par le réalisateur et producteur Arnaud de Mezamat. Elle est restructurée en 2022.
Elle recense, en privilégiant le modèle collaboratif favorisant le dialogue avec les auteurs et producteurs, les informations relatives aux films documentaires dans l'une des bases de données les plus importantes d'Europe avec plus de 57 000 fiches de films en 2022.
Elle propose également des articles d'actualité, de recherche académique et d'analyse, des critiques de films, des portraits de créateurs, des comptes rendus de festivals, du fonctionnement des structures, de débats professionnels sur le thème du documentaire et publie une revue annuelle, Traverses.
La plateforme abrite également une médiathèque permettant de visionner des masterclasses et de découvrir des films difficilement accessibles « en raison de leurs circuits de production marginaux et d'une absence de distribution après leur vie festivalière ».
Outil d’intérêt général au service du film documentaire, film-documentaire.fr s'adresse aussi bien aux professionnels qu'à un large public. Site de référence non commercial dont le siège est basé à Lussas en Ardèche, dans la région Auvergne-Rhône-Alpes, la plateforme est indépendante, maîtresse de son contenu et de sa politique éditoriale.
La mission de recensement, de recherche, d’identification des œuvres, de leurs auteurs, de leurs ayants droit, de leurs lieux et modalités de diffusion et du descriptif de leurs contenus est confiée à la plateforme film-documentaire.fr par la Cinémathèque du documentaire. Le site reçoit chaque mois plus de 150 000 visiteurs pour près de 256 000 pages vues. Au 15 mai 2024 il présente 64 149 films, 96 280 créateurs, 30 224 structures et 816 festivals.